# Спомени от полунощ
„Спомени от полунощ“ (на английски: Memories of Midnight) е роман на американския писател Сидни Шелдън, издаден през 1990 година. Той е продължение на романа „Пясъците на времето“ (1988 г,) и на „Обратната страна на полунощ“ (1973 г.). През 1991 г. книгата е адаптирана за телевизионен филм в две части с участието на Омар Шариф в ролята на Константин Демирис и Джейн Сиймур в ролята на Катрин Александър. Действието обаче се развива в съвременността а не непосредствено след Втората световна война.